# Холмовая (Брянская область)
Холмовая — деревня в Дубровском районе Брянской области, в составе Сещинского сельского поселения. Расположена у юго-западной окраины посёлка Сеща. Население — 78 человек (2010).

## История
Упоминается с XVIII века (также называлась Холмовая Слобода, Холмовка); первоначально входила в Брянский уезд. С 1776 до 1929 года в Рославльском уезде Смоленской губернии (с 1861 — в составе Сергиевской волости, с 1922 в Епишевской, с 1924 в Сещенской волости).